# Чезза, Лев Абрамович
Лев Абрамович Чезза (настоящая фамилия Кац; 29 апреля 1914, Кишинёв Бессарабской губернии — 17 октября 1980, там же) — молдавский советский искусствовед, литературовед, критик. доктор филологических наук (1960), профессор Кишинёвского государственного университета.

## Биография
Лев Кац родился в Кишинёве, закончил румынскую гимназию там же. В 1939 году окончил литературно-философский факультет Ясского университета. С присоединением Бессарабии к СССР в 1940 году вернулся в Кишинёв, работал учителем. В годы Великой Отечественной войны — преподавал в средней школе в Грузии.
Под своим настоящим именем (Лев Абрамович Кац) начиная с 1945 года преподавал на кафедре общей литературы в Кишинёвском государственном педагогическом институте имени Иона Крянгэ и с 1960 года — в Кишинёвском государственном университете.
Л. А. Чезза — автор многочисленных работ на русском и молдавском языках в области изобразительного искусства Молдавии, классической молдавской литературы, пушкинистики, в том числе «Изобразительное искусство Молдавии» (1958), «Алексей Александрович Васильев» (1959), «Клавдия Семёновна Кобизева» (1959), «Моисей Ефимович Гамбурд» (1959), «Творчество Караджале» (1961), «Плоды с дерева дружбы. Очерки о молдавском искусстве» (1964), «Молдавская живопись» (1966), «Ион Дорофеевич Жуматий» (1970), «Моменты всемирной литературы» (1970). Составитель посмертного сборника избранной поэзии Д. Я. Ветрова (1964), переводчик его произведений на русский язык.

## Семья
- Жена — Хая Ароновна Мирская-Кац (1915—1982), врач.
- Шурин — молдавский географ, краевед и педагог Давид Аронович Мирский, автор учебников и методических разработок по географии Молдавской ССР.

## Книги
- Изобразительное искусство Молдавии (с М. Я. Лившицем). Кишинёв: Шкоала советикэ, 1958.
- Алексей Александрович Васильев. Кишинёв: Картя молдовеняскэ, 1959.
- Клавдия Семёновна Кобизева. Кишинёв: Картя молдовеняскэ, 1959.
- Моисей Ефимович Гамбурд. Кишинёв: Картя молдовеняскэ, 1959.
- Октав Бэнчилэ. Кишинёв: Картя молдовеняскэ, 1959.
- Творчество Караджале (1852—1912). Кишинёв: Картя молдовеняскэ, 1961.
- Плоды с дерева дружбы. Очерки о молдавском искусстве. Кишинёв: Картя молдовеняскэ, 1964.
- Пиктура молдовеняскэ (Молдавская живопись, на молдавском языке). Кишинёв: Картя молдовеняскэ, 1966.
- Ион Дорофеевич Жуматий. Кишинёв: Картя молдовеняскэ, 1970.
- Моментеле але литературий универсале (Моменты всемирной литературы, на молдавском языке). Кишинёв: Картя молдовеняскэ, 1970.